# Várzea (kommun i Brasilien, Paraíba)
Várzea är en kommun i Brasilien.   Den ligger i delstaten Paraíba, i den östra delen av landet, 1 600 km nordost om huvudstaden Brasília. Antalet invånare är 2 504.
Omgivningarna runt Várzea är huvudsakligen savann. Runt Várzea är det ganska glesbefolkat, med 31 invånare per kvadratkilometer.